# Thomas Chareyre
Thomas Chareyre (Alès, 18 marzo 1988) è un pilota motociclistico francese, vincitore, fino al 2017, di 6 titoli mondiali nel Supermotard.

## Carriera
Dal debutto nel 2004, Thomas è stato il più giovane pilota debuttante nel Mondiale Supermoto S2 (a soli 16 anni). Nel 2007 ha concluso terzo nel Mondiale S1.
Dalla stagione 2007 a quella 2010 corre nel team ufficiale Husqvarna CH Racing.
Nel 2010 rompe la lunga collaborazione con Husqvarna firmando con il Team 747 Motorsport TM Racing, prendendo il posto di Thierry van den Bosch. Nel 2010, nel 2012, nel 2014, nel 2015, nel 2016, nel 2017, nel 2019 e nel 2020 ottiene 8 titoli iridati. Ai titoli individuali vanno aggiunti quelli ottenuti con la nazionale francese nel Supermoto delle Nazioni.
Anche il fratello Adrien è un pilota motociclistico professionista.

## Altri risultati
- 2001: Campione Francese Supermoto Promo 50cc (su Bultaco)
- 2002: 5º posto Campionato Francese Supermoto 125cc
- 2003: Campione Francese Supermoto 125cc
- 2003: 49º posto Campionato Europeo Supermoto classe 450cc (su Husqvarna)
- 2004: 13º posto Campionato Francese Supermoto classe 450 (su Husqvarna)
- 2004: 6º posto Campionato Francese Supermoto classe Prestige (su Husqvarna)
- 2004: 14º posto Campionato del Mondo Supermoto S2 (su Husqvarna)
- 2005: 5º posto Campionato Francese Supermoto classe 450 (su Husqvarna)
- 2005: 12º posto Campionato del Mondo Supermoto S2 (su Husqvarna)
- 2005: 2º posto generale Supermoto delle Nazioni (Team France) (su Husqvarna)
- 2006: 8º posto Campionato Francese Supermoto classe 450 (su Husqvarna)
- 2006: 14º posto Campionato del Mondo Supermoto S2 (su Husqvarna) - infortunio
- 2006: 7º posto Oxtar Day Supermoto (su Husqvarna)
- 2007: Campione Francese Supermoto classe 450 (su Husqvarna)
- 2007: 21º posto Campionato Internazionale d'Italia Supermoto S1 (1 gara su 6) (su Husqvarna)
- 2007: 3º posto Campionato del Mondo Supermoto S1 (su Husqvarna)
- 2007: 5º posto Extreme Supermotard di Bologna (su Husqvarna)
- 2008: 3º posto Campionato Internazionale d'Italia Supermoto S1 (su Husqvarna)
- 2008: 4º posto Campionato del Mondo Supermoto S1 (su Husqvarna)
- 2008: 6º posto Extreme Supermotard di Bologna (su Husqvarna)
- 2009: 14º posto Campionato Internazionale d'Italia Supermoto (su Husqvarna) - infortunio
- 2009: 2º posto Campionato del Mondo Supermoto S1 (su Husqvarna) - infortunio
- 2009: 30º posto Superbikers di Mettet (su Husqvarna)
- 2010: 27º posto Campionato Francese Supermoto S1 (1 gara su 7) (su TM)
- 2010: Campione Internazionale d'Italia Supermoto S1 (su TM)
- 2010 : 2º posto Superbikers di Mettet
- 2011: Campione Internazionale d'Italia Supermoto S1 (su TM)
- 2011: 5º posto Superbikers di Mettet (su TM)
- 2011: Vincitore Supermotard Indoor De Tours (su TM)
- 2013 : 2º posto Superbikers di Mettet
- 2014 : 2º posto Superbikers di Mettet
- 2015 : 3º posto Superbikers di Mettet
- 2016 : 1er posto Superbikers di Mettet
- 2017 : 1er posto Superbikers di Mettet
- 2018 : 2º posto Superbikers di Mettet
- 2019 : 2º posto Superbikers di Mettet